# Ciel, je me marie

Ciel, je me marie (Im Namen der Braut) est un téléfilm allemand réalisé par Peter Gersina (de) et diffusé en 2006.

## Fiche technique
- Titre original : Im Namen der Braut
- Réalisation : Peter Gersina (de)
- Scénario : Peter Gersina (de), Benjamin von Mallinckrodt
- Durée : 94 min
- Pays : Allemagne

## Distribution
- Ellenie Salvo González (de) : Kim Novak
- Herbert Knaup : Monsieur Novak
- Saskia Vester : Madame Novak
- Michael Brandner (de) : Sandvoss
- Annette Frier : Nina
- Stephan Luca : Paul
- Mickey Hardt : Jérôme
- Maria Bachmann (de) : Tante Lilly
- Carl Heinz Chonyski : Pasteur August
- Thomas Gimbel (de) : Oncle Frank
- Thomas Wittmann (de) : Horst-Reinhard
- Klaus Stiglmeier (de) : Policier barbu
- Andreas Teuber : Fils
- Klaus Wolf